# Віра Менчик
Ві́ра Ме́нчик-Сті́венсон (також Вера, рос. Вера Францевна Менчик, чеськ. Věra Menčíková, англ. Vera Menchik-Stevenson; 16 лютого (1 березня) 1906, Москва — 27 червня 1944, Лондон) — російська, чехословацька та англійська шахістка. Перша чемпіонка світу з шахів (1927—1944). Перша жінка, що грала на рівні з провідними чоловіками-гросмейстерами. Старша сестра шахістки Ольги Менчик.

## Життєпис

### Ранні роки
Народилася в Москві 16 лютого 1906 року. Батько, Франц Менчик — чех; мати, Ольга Іллінґворт — англійка. Молодша сестра Ольга в майбутньому теж стане відомою шахісткою.
Отримала освіту в московській приватній жіночій гімназії, а згодом продовжила навчання вже в радянській школі. У шахи навчилася грати в 9-річному віці від батька. Любила читати, одним з її найулюбленіших письменників був Антон Чехов. Також захоплювалася театром, музикою та живописом.
У 1921 році 15-річна Віра почала відвідувати шкільний шаховий гурток. У турнірі серед школярів, що так і не був завершений, вона перебувала серед лідерів і була в першій трійці.

### Переїзд до Англії
Восени 1921 року сім'я Менчик переїхала до Англії, до містечка Гастінґс, що було всесвітньовідоме своїм шаховим клубом і щорічними міжнародними турнірами. Оскільки дівчина знала лише російську мову, вона мало спілкувалася з оточенням та проводила багато часу за аналізом шахових партій. Навесні 1923 року Менчик прийняли до Гастінґського шахового клубу. Уперше ім'я Вери Менчик з'явилося на шпальтах газет у жовтні 1923 року, коли вона єдина зуміла перемогти одного англійського шахіста в сеансі одночасної гри, що був проведений у Гастінґському клубі.

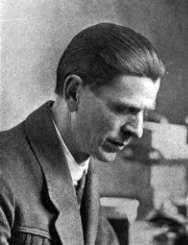
Один з учителів Менчик — угорський шахіст Ґеза Мароці

Шахіст Джон Друїтт помітив талант дівчини й почав допомагати їй вивчати шахову теорію та зокрема теорію дебютів. Наприкінці 1923 року до Гастінґса приїхав відомий угорський майстер Ґеза Мароці. Віра Менчик слухала уроки та лекції шахіста та до кінця життя називала себе його ученицею: «Його уроки не тільки підсилили мою гру в теоретичному плані, а й дали потрібне натхнення».
Як іноземка Менчик не могла брати участі в щорічних жіночих першостях Британії, тому вирішила спробувати свої сили в одному з нижчих за рангом турнірів у рамках Гастінґського турніру 1923/24. Виступ у групі «А» першої категорії вона завершила на 7-8-му місцях серед 10 учасників. Після від'їзду Мароці до Америки Віра Менчик самостійно працює над удосконаленням своєї гри та 4-5 разів на тиждень відвідує шаховий клуб. Наступного року на такому ж за рангом турнірі в Гастінґсі вона посіла 2-ге місце серед 8 шахістів у своїй групі. В обидвох турнірах у тій же групі виступала чемпіонка Великої Британії серед жінок Едіт Прайс — зустрічі між нею та Менчик обидва рази закінчились унічию.
1925-го року Віра Менчик здобула перемоги в обидвох матчах проти тодішньої чемпіонки Великої Британії Едіт Прайс і довела, що є найсильнішою шахісткою країни.
З метою популяризацію шахів серед дівчат з 1926 року в Англії почали проводити першості для шахісток, яким ще не минув 21 рік. Першість була відкритою, тому в ній могли брати участь також і представники інших країн. Перший турнір відбувся в Лондоні у клубі «Імперіал» 12-16 січня 1926 року й зібрав тільки 5 учасниць, серед яких було дві сестри Менчик: Віра та Ольга. Віра легко переграла всіх своїх опоненток, які навіть близько не мали такого серйозного турнірного досвіду. Ольга Менчик посіла третє місце. У день закриття турніру відбувся сеанс одночасної гри Вери Менчик проти 13 членів клубу «Імперіал» з результатом +9 =2 -2.
У другому чемпіонаті Англії серед дівчат до 21 року, що відбувся 1927 року й зібрав 6 учасниць, Віра Менчик знову виграла всі партії, захистивши титул. Ольга Менчик посіла друге місце.

### Чемпіонка світу

#### Чемпіонати світу серед жінок
Перший чемпіонат світу серед жінок відбувся в липні 1927 року в Лондоні одночасно з чоловічою шаховою олімпіадою. У змаганні взяли участь 12 шахісток (серед них 5 представниць Великої Британії), що представляли країни Європи. Віра Менчик виграла 10 партій і тільки одну звела внічию — проти англійки Едіт Мічелл в останньому турі. Менчик у турнірній таблиці була записана як представниця Росії, хоча вже існував Радянський Союз.
Друга першість світу відбулася в Гамбурзі 1930 року. ФІДЕ дозволила участь лише одної представниці від кожної країни, що значно зменшило кількість учасників. Стартувало 5 шахісток, що грали у два кола. Віра Менчик, яка, починаючи з цього турніру представляла Чехословаччину, невдало провела перше коло (+2 =1 -1) і відставала від австрійки Паули Вольф-Кальмар на 1 очко. Вирішальною стала партія між Вольф-Кальмар і Менчик у другому колі. Австрійка, що грала білими, зробила помилку вже в дебюті й програла. Представниця Чехословаччини виграла всі 4 партії другого кола й захистила титул. Чемпіонат увійшов до історії тим, що на ньому сталася єдина поразка Вери Менчик на всіх жіночих чемпіонатах світу — від німкені Валлі Геншель.
Третій чемпіонат світу проведено в Празі 1931 року одночасно з чоловічою шаховою олімпіадою. Умови щодо представництва залишились ті ж і турнір зібрав тих самих 5 учасниць, що й торік. Віра Менчик упевнено виграла всі 8 партій турніру, показала 100-відсотковий результат і вдвічі перевершила результат австрійки Паули Вольф-Кальмар (4 очки), яка знову фінішувала другою.
Четвертий чемпіонат світу відбувся у Фолкстоні 1933 року одночасно з чоловічою шаховою олімпіадою. Правило щодо лише 1 представниці від країни було відмінено, а турнір розпочали 7 учасниць (восьма шахістка в останній момент не змогла прибути і їй зараховано поразки у всіх партіях). Віра Менчик знову виграла всі партії турніру, здобувши 14 очок.
1934 року Веру Менчик викликала на матч найсильніша шахістка Німеччини Соня Ґраф. Матч із 4 партій відбувся в Роттердамі навесні 1934 року й закінчився перемогою чемпіонки світу з рахунком (+3 =0 -1).
На п'ятому чемпіонаті світу, який проведено у Варшаві 1935 року, чехословацька шахістка втретє поспіль показала 100 % результативності, перемігши у всіх 9 поєдинках.
Соня Ґраф старанно готувалася до матчу-відповіді: брала участь у чоловічих турнірах у Ярмуті (1935) і Ноттінгемі (1936), перемогла на міжнародному жіночому турнірі в Австрії (1936), а протягом 1936 року тренувалася під керівництвом бельгійського майстра Джорджа Колтановського. Віра Менчик провела в Лондоні тренувальний турнір: чемпіонка посіла передостаннє місце серед 6 учасників (+1 =1 -3), переміг Гаррі Ґоломбек. Крім того, вона провела матч із Євгеном Зноско-Боровським: +0 =2 -2.
Матч за звання чемпіонки світу було відкрито 26 червня 1937 року в курорті Земмерінг (Австрія). За правилами він тривав 16 партій. Суперники мали різний стиль гри — Ґраф любила ефектні жертви і комбінації, а Менчик віддавала перевагу позиційному, теоретично обґрунтованому стилю. Також шахістки мали різний характер — весела і жвава Ґраф дуже відрізнялася від спокійної та мовчазної Менчик. Матч закінчився зі значною перевагою Вери Менчик: +9 =5 -2.
Шостий чемпіонат світу проведено в Стокгольмі 1937 року, як і зазвичай, одночасно з чоловічою шаховою олімпіадою. Змагання зібрало рекордну кількість учасниць — 26 з 16 країн. Через таку велику кількість учасників турнір проведено за швейцарською системою в 14 турів. Попри те, що поступово шахи ставали щоразу доступніші для жінок і кількість відомих шахісток зростала, Віра Менчик залишалася безсумнівним лідером жіночих шахів. Вона вчетверте поспіль виграла всі партії на чемпіонаті світу.
Сьома першість світу відбулася у Буенос-Айресі 1939 року одночасно з чоловічою шаховою олімпіадою. Європейські шахісти та шахістки пливли на олімпіаду й першість на пароплаві «Піріаполіс» з Антверпена. У дорозі шахісти брали участь у невеликих бліц-турнірах, грали в настільний теніс і бридж. Віра Менчик брала участь у бліц-турнірах з шахів, а також відмінно грала в бридж. Жіночий чемпіонат зібрав 20 учасниць з 18 країн. Турнір проведено за круговою системою в 19 партій. Цього разу перевага чемпіонки була не настільки вражаючою, та все ж великою. Віра Менчик виграла 17 партій і двічі зіграла внічию, не програвши жодної партії (18 очок). Унічию зіграти з чемпіонкою спромоглися тільки Мілда Лауберте (Латвія; посіла 6-е місце) і Паула Шварцман (Франція; 10-е місце). Другою фінішувала німкеня Соня Ґраф, яка поступилася Менчик в турнірній партії (16 очок).

#### Турніри в Гастінґсі
На традиційному різдвяному турнірі в Гастінґсі 1926/27 шахістка виступала в головному резервному турнірі («Major Reserves») і поділила 1-2-е місця серед 10 учасників. Це була перша серйозна перемога Менчик у чоловічому турнірі. Перше місце вона поділила з талановитим 21-річним Стюартом Мілнером-Беррі, що згодом стане одним із найсильніших англійських шахістів кінця 1930-х років.
У Гастінґському турнірі 1927/28 Віра Менчик уже грала в так званому «головному турнірі», що був другим за силою після турніру майстрів. Це був перший випадок в історії ганстінґських турнірів, коли шахістка виступала в змаганні такого високого рангу. Вона набрала 4 очки з 9 можливих і посіла 7-е місце серед 10 учасників. Особливо добре Менчик зіграла проти перших чотирьох призерів, здобувши 2½ очка з 4 можливих.
У турнірі 1928/29 як експеримент організовано резервний турнір майстрів («Premier Reserves»), куди запрошено майстрів з Англії, Бельгії, Голландії, США та Чехословаччини. Віра Менчик поділила зі Стюартом Мілнером-Беррі 8-9-е місця серед 10 шахістів.
На Гастінґському турнірі 1929/30 Віра Менчик уперше стартувала в найсильнішому турнірі. Вона посіла передостаннє 9-е місце, але в партіях з першими 5 призерами програла тільки переможцю змагань Капабланці, а решта 4 партії звела внічию або виграла.
Виграла чемпіонат Гастінґського клубу 1930 року — перша жінка-чемпіон в історії цього клубу.
У Гастінґсі 1930/31 шахістка сенсаційно обіграла майбутнього переможця турніру Макса Ейве, але в кількох партіях робила елементарні помилки, здобувши 3 очки з 9 можливих (8-9-е місця серед 10 гравців).
Турнір 1931/32 став одним з найуспішніших виступів у кар'єрі Віри Менчик. Вона знову здолала Макса Ейве, перемогла чемпіона Великої Британії Міра Султан-Хана та англійця Реджаналда Прайса Мічелла. Підсумок: 5-8-е місця (+3 =2 -4).
У Гастінґсі 1933/34 і 1934/35 шахістка посіла 6-8-е та 7-8-е місця відповідно. У змаганні 1934/35 років вона зокрема зіграла внічию з Максом Ейве та Андором Лілієнталем. Турнір 1936/37 склався для неї невдало — 9-10-е місця серед 10 шахістів і жодної перемоги (+0 =5 -4).

#### Інші змагання
Турнір у Скарборо, що відбувався з 26 травня до 2 червня 1928 року, став першим чоловічим шаховим змаганням найвищого рівня, де виступила жінка. Віра Менчик уже в першому турі сенсаційно обіграла чемпіона Великої Британії Фредеріка Єйтса, а в підсумку поділила 7-8-е місця серед 10 майстрів.
Головний турнір Кентського шахового конгресу 1929 у Рамсгейті проходив за незвичною схемою: 7 найсильніших іноземців грали проти 7 представників Англії, при чому між собою представники одного табору не зустрічалися. Віра Менчик грала за команду іноземців і досягла дуже гарного результату: +3 =4 -0. Вона поділила з Акібою Рубінштейном 2-3-є місця серед іноземних шахістів, а її результат був тільки на ½ пункту нижчий від результату переможця, екс-чемпіона світу Хосе-Рауля Капабланки. Кубинець своєрідно оцінив талант шахістки: «Це єдина жінка, яка грає як чоловік!». Віра Менчик на пів очка випередила свого вчителя Ґезу Мароці.
На міжнародному турнірі в Барселоні 1929 року Менчик переграла більшість місцевих шахістів, з другим і третім призерами Ксавери Тартаковером і Едґаром Колле зіграла внічию, поділивши в підсумку 8-9-е місця серед 15 учасників.
Влітку 1931 року Британська шахова федерація під час свого конгресу та чемпіонату Британії серед чоловіків організувала відкритий міжнародний турнір, що зібрав 12 учасників. Віра Менчик упевнено перемогла в змаганні, завершивши турнір без жодної поразки (+7 =4 -0) та на 1 очко випередивши другого призера. Серед шахістів, що грали в турнірі, були британські майстри та закордонні шахісти, зокрема німець Адольф Зайц і француз Євген Зноско-Боровський.
Лондонський міжнародний турнір 1932 року показав, що Віра Менчик за рівнем гри випереджала практично всіх британських майстрів, але еліті світових шахів все ще поступалася. Серед 12 учасників чемпіонка світу посіла чисте 8-е місце, випередивши всіх британських гравців, окрім індуса Султан-Хана. Проте всі партії проти 4 перших призерів (Олександр Алехін, Сало Флор, Айзек Кежден, Мір Султан-Хан) вона програла.
На відкритому турнірі в рамках конгресу Британської шахової федерації в Лондоні 1932 року, що зібрав 12 шахістів, Віра Менчик боролася за перше місце з бельгійцем Джорджем Колтановським, але програла йому партію й у підсумку поступилася на ½ очка, посівши 2-е місце.
Чешка за національністю, Віра Менчик 1933 року зіграла в першості Чехословаччини серед чоловіків. Виступали, серед інших, Сало Флор, Амос Покорний, Франтішек Трейбал, Карел Опоченський та Еміль Ріхтер. Серед 12 гравців чемпіонка світу посіла 8-12-е місця, набравши 4,5 очка (+2 =5 -5). Склад був дуже рівним, останній квінтет від чемпіона (перше місце поділили Флор і Покорний) відділяли тільки 2,5 пункту. Менчик зіграла внічию з Покорним і перемогла третього призера Ріхтера.
На турнірі в Мариборі влітку 1934 року Менчик серед 9 шахістів посіла 3-є місце. Перші два місця зайняли Вася Пірц і Лайош Штейнер. Загалом шахістка програла тільки одну партію (+3 =4 -1) — Штейнерові, — а з Пірцом зіграла внічию.
На II Московському міжнародному турнірі 1935 шахістка дуже невдало стартувала, програвши низку партій навіть партнерам, що не перевершували її за рівнем майстерності. Підсумок: жодної перемоги і тільки три нічиї (+0 =3 -16). Унічию завершилися партії проти Сало Флора, Андора Лілієнталя та Ґідеона Штальберґа.
У 1935—1939 роках В. Менчик щороку грала в Маргетських міжнародних турнірах, що зазвичай відбувалися в період Великодня в курорті Магрет (Англія):
| Рік  | Місце | Учасни- ків | Пер | Ніч | Пор |
| ---- | ----- | ----------- | --- | --- | --- |
| 1935 | 9     | 10          | 2   | 1   | 6   |
| 1936 | 7     | 10          | 2   | 3   | 4   |
| 1937 | 6-7   | 10          | 3   | 2   | 4   |
| 1938 | 9     | 10          | 2   | 2   | 5   |
| 1939 | 9     | 10          | 0   | 5   | 4   |

На відкритому турнірі в рамках конгресу Британської шахової федерації в Ярмуті 1935 року, що зібрав 12 шахістів, Віра Менчик посіла 3-є місце. У змаганні також брала участь друга найсильніша шахістка світу середини 1930-х німкеня Соня Ґраф. На турнірі вона програла Менчик і поділила 7-8-е місця.
Наступного року на головному турнірі в рамках конгресу Британської шахової федерації (група «Б») у Ноттінгемі чемпіонка світу зіграла значно слабше, фінішувавши восьмою серед 12 гравців.
Доволі успішно завершився міжнародний турнір у Подєбрадах (Чехословаччина), що відбувся на початку липня 1936 року. Змагання зібрало провідних майстрів Чехословаччини, а також кількох іменитих закордонних шахістів. Менчик посіла 13-е місце серед 18 гравців (+6 =2 -9), перемігши Франтішека Трейбала, Лайоша Штейнера, Джорджа Томаса, Карела Скалічку, Пауліна Фридмана та Карела Опоченського. Нічиї здобуто в партіях із Сало Флором (переможець турніру) та Еріхом Елісказесом.
Навесні 1938 року Менчик як представниця Англії виступила на турнірі в Лодзі (Польща). Там вона виступила не надто вдало, посівши передостаннє, 15-е місце (+1 =5 — 9). Невдачі на турнірах у Магреті 1938 і 1939 років підтвердили, що наприкінці 1930-х років рівень гри Менчик трішки впав порівняно з початком 1930-х. Проте вона все ще значно випереджала решту шахісток світу.
У чемпіонаті Англії серед чоловіків 1938 шахістка посіла 7-е місце серед 12 учасників (+2 =7 -2).
Улітку 1938 відбувся матч Англія—Голландія на 10 шахівницях у Лондоні. Віра Менчик грала на восьмій шахівниці й обидві партії проти Віллема Яна Мюрінґа завершила внічию. Мінімальну перемогу в матчі отримала Англія — 10½:9½.
На турнірі майстрів у Плімуті у вересні 1938 року Менчик посіла 5-е місце серед 8 шахістів.

### Роки війни
Друга світова війна розпочалася, коли Менчик виступала на чемпіонаті світу серед жінок у Буенос-Айресі. У 19 партіях представниця Англії не зазнала жодної поразки, здобула 17 перемог і 2 нічиї, впевнено захистивши титул. Після закінчення турніру вона, як і багато шахістів, ще деякий час перебувала в Південній Америці, оскільки ситуація в Європі була напруженою. Шахістка взяла участь у турнірі в Монтевідео, що зібрав 8 гравців. Усі зібрані на турнірі кошти були передані фонду Британського Червоного Хреста. Першим фінішував чемпіон світу Александр Алехін, другим був Гаррі Ґоломбек, третьою — Віра Менчик.
Восени 1939 року в Лондоні відкрився Національний шаховий центр, секретарем якого вибрано Веру Менчик. У нього влився головний шаховий клуб Великої Британії — Лондонський шаховий клуб. Центр проіснував тільки рік і був знищений бомбардуваннями німецької авіації.
З ініціативи Гемпсденського шахового клубу в грудні 1939 року організовано турнір, куди включено провідних шахістів Лондона й 5 іноземних шахістів, що тоді жили в місті. Віра Менчик поділила 5-7-е місця серед 12 учасників. Перше-друге місця поділили Імре Кеніґ (Угорщина) та Стюарт Мілнер-Беррі (Англія).
Перший чемпіонат Національного шахового центру розпочався в січні 1940 року. Змагання проводили в двох групах по 12 осіб. У своїй групі Менчик поділила 7-8-е місця з Іштваном Фазекашем.
У турнірі майстрів Національного шахового центру в березні 1940 виступало 10 шахістів. Віра Менчик посіла високе чисте 3-є місце. Також 1940 року шахістка зіграла у двох бліц-турнірах і в обох поділила 3-4-е місця.
У травні 1942 року Менчик провела матч із 77-річним німецьким майстром Жаком Мізесом, який жив тоді в Лондоні. Чемпіонка світу одержала впевнену перемогу: +4 =5 -1.
У 1943—1944 роках шахістка відвідувала шаховий клуб «Західний Лондон», де проведено кілька сильних турнірів. У літньому турнірі 1943 чемпіонка світу посіла 3-є місце (переміг уродженець Одеси Пол Ліст), а в чемпіонаті клубу «Західний Лондон» на початку 1944 року посіла шосте місце. Перші три позиції посіли, відповідно, Едвард Серджент (Англія), Альберт Сімонсен (США) і Ксав'є Тартаковер (Франція).
Серед результатів у турнірах з блискавичних шахів, що проводилися в клубі «Західний Лондон» упродовж 1942—1944 років: 4 місце з 8 учасників; 1 місце з 8; 4 з 10; 2-е місце в клубному турнірі (за Тартаковером); 8 з 9; 4 місце з 8 учасників.
Останнім турніром, у якому виступила Віра Менчик, став чемпіонат шахового Союзу південних графств улітку 1944 року. Змагання відбувалися за олімпійською системою (на виліт). Менчик, що виступала від графства Кент, перемогла своїх суперників на етапах 1/16, 1/18 та 1/4 фіналу й мала, на думку фахівців, значні шанси на перемогу в турнірі. Однак півфінальний поєдинок вона не зіграла. У ніч на 27 червня 1944 року в будинок Менчик влучила бомба. Загинули Віра, також її мати і молодша сестра, талановита шахістка Ольга Менчик. Будинок був зруйнований вщент, а разом із ним і всі нотатки й записані шахові партії чемпіонки світу.
Зараз перехідний кубок для переможця шахової олімпіади серед жінок (їх проводять із 1957) носить назву Кубок Вери Менчик. По всьому світу в різні роки організовано багато шахових турнірів пам'яті В. Менчик. На честь сторіччя від дня народження першої чемпіонки світу ФІДЕ оголосила 1994 роком Вери Менчик.

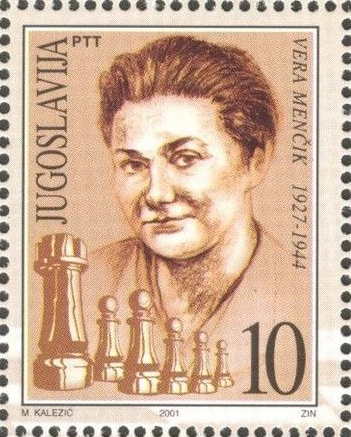
Віра Менчик на югославській поштовій марці.

## Особисте життя
У жовтні 1937 року вийшла заміж Руфуса Стівенсона, який багато років був секретарем Кентської шахової асоціації, а з 1938 року обіймав таку ж посаду в Британській шаховій асоціації. Помер на початку 1943 року. Віра з матір'ю Ольгою та сестрою Ольгою до кінця життя мешкали у власному будинку в Лондоні, в районі Клепгем (англ. Clapham).

## Стиль гри
Була шахісткою позиційного стилю. Віддавала перевагу закритим дебютам, уникала ускладнень у мітельшпілі й намагалася відразу перейти в ендшпіль. Технічно та впевнено розігрувала ендшпілі. Для гри Менчик були характерні стійкість і виваженість у захисті навіть у складних позиціях. Попри позиційний характер більшості партій шахістка мала добре комбінаційне бачення й розігрувала сміливі та яскраві комбінації.

## «Клуб Віри Менчик»
Участь 23-річної Віри Менчик у міжнародному турнірі Карлсбад 1929 деякі гросмейстери зустріли іронічно. На той час жінки рідко виступали у висококласних чоловічих змаганнях майстрів, а коли й виступали, то зазвичай посідали там останні місця. Крім того, Менчик була наймолодшою учасницею карлсбаденського турніру. Змагання зібрало більшість світової шахової еліти: Хосе-Рауль Капабланка, Юхим Боголюбов, Арон Німцович, Ксавери Тартаковер, Макс Ейве, Френк Маршалл, Акіба Рубінштейн, Рудольф Шпільман та інші. Зважаючи на всі ці обставини, австрійський майстер Альберт Беккер перед турніром жартома запропонував створити «клуб імені Вери Менчик», куди ввійдуть шахісти, яких переможе Менчик.
Після двох поразок на старті чемпіонка світу перемогла в третьому турі саме Беккера. Увечері після поразки учасники турніру жартома запропонували обрати австрійського майстра «головою» новоствореного клубу. Після одинадцятого туру членом клубу став німець Фрідріх Земіш. Це були єдині перемоги Вери Менчик на турнірі.
Членами символічного клубу були, зокрема: Фрідріх Земіш, Макс Ейве, Фредерік Єйтс, Едґар Колле, Жак Мізес, Стюарт Мілнер-Беррі, Карел Опоченський, Семюел Решевський, Мір Султан-Хан, Джордж Томас, Карел Трейбал, Лайош Штейнер та інші.